# Chailey
Chailey is een civil parish in het bestuurlijke gebied Lewes, in het Engelse graafschap East Sussex met 3088 inwoners.